# Індальф
Індальф (? — 962) — король Шотландії у 954–962 роках.

## Життєпис
Походив з династії МакАльпінів. Син Костянтина II, короля Шотландії, та доньки Едульфа, ярла Берніції.
Про молоді роки немає відомостей. за правління короля Малкольма I брав активну участь у захоплені області Лотіан. Найзначущим успіхом Індальфа було захоплення Едінбурга.
Після смерті у 954 році Малкольма I став новим королем скотів. Весь час свого володарювання присвятив зміцненню королівської влади та протидії нападам норманів. У 962 році під час битви з норманами при Баудсі шотландці зазнали поразки, а король Індальф загинув.

## Родина
- Куїлен
- Кеннет
- Еохайд (д/н—971)